# Haramiyida
Los haramíyidos (Haramiyida) son un orden extinto de mamíferos fósiles que habitaron entre el fin del Triásico (Noriense superior) y el Oligoceno, siendo uno de los grupos de mamíferos que más éxito adaptativo han demostrado tener a lo largo de la historia de la vida.
Excepto en Haramiyavia, el resto de especies sólo se conocen por sus dientes. Su dentición es propia de herbívoros, pero no están relacionados con las especies vivas, sino que se consideran aloterios, aunque su filiación concreta presenta ciertas controversias.

## Taxonomía
- Hypsiprymnopsis (nomen dubium) (Europa)
- Millsodon (Europa)
- Kirtlingtonia (Europa)
- Suborden Haramiyoidea
  - Familia Haramiyaviidae
    - Haramiyavia (Groenlandia)

  - Familia Eleutherodontidae
    - Eleutherodon (Europa y Mongolia)
    - Sineleutherus[2] (China y Siberia)
    - Xianshou[3] (China)

  - Familia Haramiyidae
    - Staffia (Tanzania)
    - Thomasia (Europa)
- Suborden Theroteinida
  - Familia Theroteinidae
    - Mojo (Europa)
    - Theroteinus (Europa)
- Clado Euharamiyida[3]
  - Shenshou (China)

Una propuesta basada en recientes publicaciones es la resumida en el cladograma siguiente:
```
--o 
Allotheria
 
Marsh, 1880

  |-o 
Gondwanatheria
 
Mones, 1987

  |-o Haramiyida 
Simpson, 1947
 
  | |-- 
Millsoson
 
Butler & Hooker, 2005

  | |-- 
Kirtlingtonia
 
Butler & Hooker, 2005

  | |-- 
Theroteinus
 
Sigogneau-Russell, Frank & Hammerle, 1986
 
  | |-o 
Eleutherodontidae
 
Kermack & al., 1998

  | |-o 
Haramiyaviidae
 
Butler, 2000

  | `-o 
Haramiyidae
 
Simpson, 1947
 
  `-o 
Multituberculata
 
Cope, 1884
```